# Ali Mahir Pacha
Ali Mahir Pacha (en arabe : علي ماهر باشا), né en 1881 au Caire et mort le 25 août 1960 à Genève, est un homme politique égyptien. 
Il a servi en tant que Premier ministre d'Égypte à partir du 30 janvier 1936 au 9 mai 1936, un second mandat à partir du 18 août 1939 au 28 juin 1940, un troisième mandat à partir du 27 janvier 1952 au 2 mars 1952 et un dernier mandat à partir du 23 juillet 1952 au 7 septembre 1952.